# Husinec u Netolic
Husinec (deutsch Hussinetz, älter auch Hussenicz; Husmetz) ist eine Stadt im Okres Prachatice in der tschechischen Region Jihočeský kraj.

## Geographie

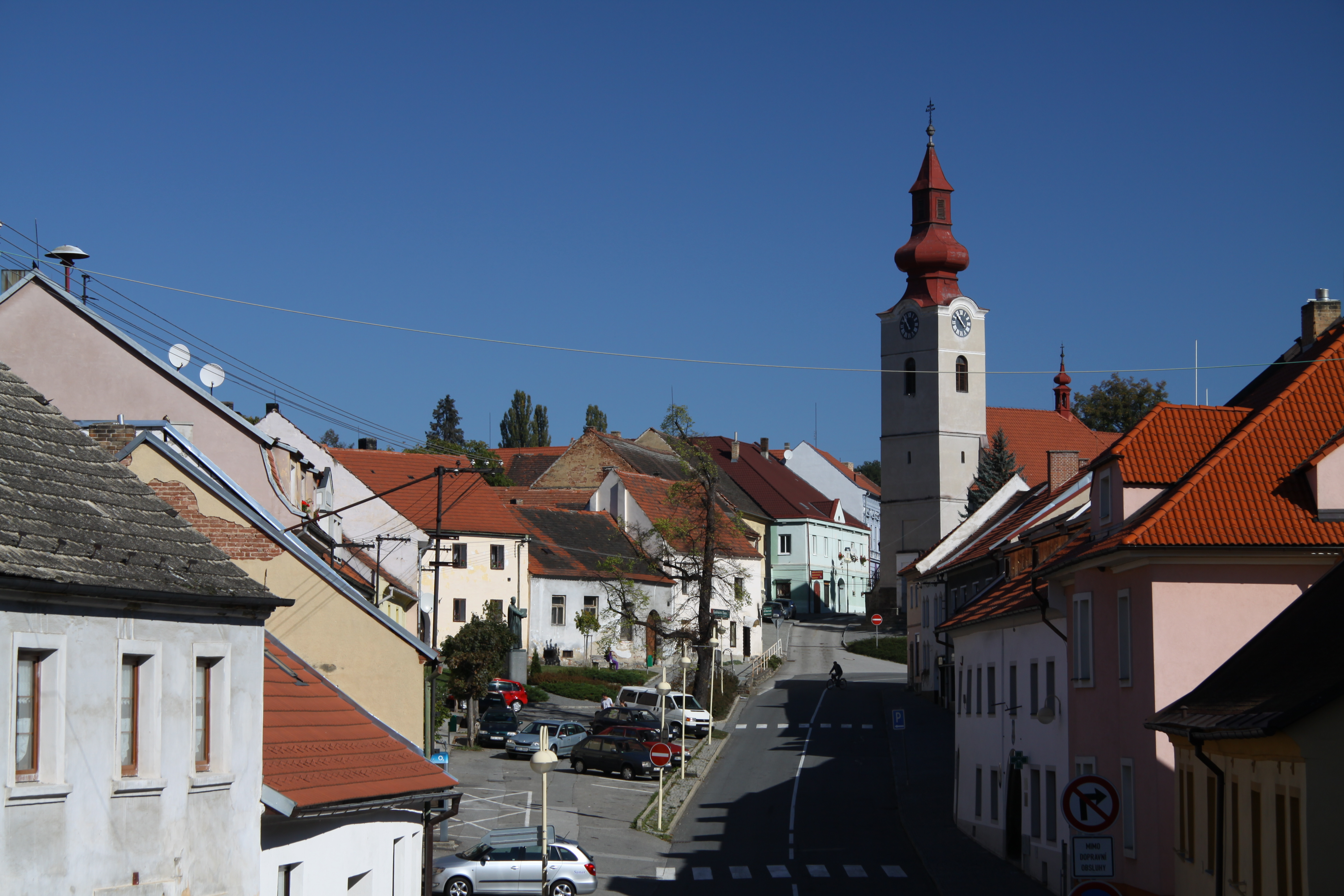
Hauptstraße mit Kirche der Erhebung des Hl. Kreuzes

Husinec liegt am Ufer des Flusses Blanice an den Vorgebirgen des Böhmerwaldes, flussaufwärts befindet sich die Talsperre Husinec. Die Stadt besteht aus den Ortsteilen Horouty (Horauth), Husinec (Hussinetz) und Výrov (Wejrow), die zugleich auch Katastralbezirke bilden. Zu Husinec gehören außerdem die Wohnplätze Sirkovna und Zářeky. Grundsiedlungseinheiten sind Horouty, Husinec, Výrov, Výrov-průmyslová zóna und Zářeky.
Nachbargemeinden
| Chlumany |                                             | Budkov   |
| Pěčnov   | Kompassrose, die auf Nachbargemeinden zeigt | Těšovice |
| Dvory    | Prachatice                                  |          |

## Geschichte
Bereits 942 sollen Untertanen des böhmischen Fürsten Boleslav I. in der Gegend nach Gold gesucht haben. Die erste schriftliche Nachricht stammt aus dem Jahr 1291, als Heinrich Vok von Borek und Husinec (Jindřich Vok z Borku a Husince) seine Interessen beim Landgericht vertrat. 1359 wurde das Dorf zur Stadt erhoben. Im 14. Jahrhundert wurde eine Burg erbaut, deren Ruinen heute noch zu besichtigen sind. In dieser Zeit wurde der berühmteste Sohn der Stadt geboren, Jan Hus, der als Reformator und tschechischer Nationalheld in die Geschichte eingegangen ist.
1390 ging die Burg Hus an Sigismund von Huller und Orlik (Sigmund Huller z Orlíka), einen Anhänger des Königs Wenzel IV. und späteren Unterkämmerer und Königsrat. Da er allerdings Urkunden fälschte, wurde er geköpft. Die Burg erhielt sein Bruder Andreas, der sie kurze Zeit später an den Ritter Nikolaus von Husinec (Mikuláš z Husi a Pístného) verkaufte. Auf dieser Burg fand 1419 auch eine Versammlung von Hus-Anhängern statt, in der der Sturz König Wenzels vorbereitet werden sollte, der dann doch nicht stattfand. 1420 stürzte Nikolaus vom Pferd und starb. Die verlassene Burg ging an den Raubritter Habart z Hrádku, auch Lopata z Budějovic genannt, der Händler auf dem Goldenen Steig ausraubte, einem vorbeiführenden Handelsweg, auf dem meist Salz, teure Tücher, Wein, Meeresfrüchte, Südfrüchte, Gewürze, Eisen und Waffen befördert wurden. Am 8. September 1441 schlossen sich die umliegenden Städte und Landherren zusammen, überfielen die Burg und brannten sie nieder. 1455 verkaufte Ritter Smílek ze Lnář die Herrschaft an Ulrich II. von Rosenberg, der sie an die Herrschaft der Winterberger anschloss.
1601 erwarb die Familie von Kolowrat das Städtchen, 1630 Hans Ulrich von Eggenberg. Nach der Schlacht am Weißen Berg verließen viele Einwohner von Husinec aus Achtung vor dem Reformator Jan Hus und seiner Lehre die Gemeinde und wanderten ins Ausland aus.
1655 fiel Husinec bis 1848 an die Schwarzenberger, danach wurde das Joch aufgehoben. Zu dieser Zeit wohnten im Ort etwa 1173 Einwohner, deren Zahl bis 1886 auf 1731 anwuchs. 1931 wurden 1189 Bürger gezählt, 1938 1800. 1945 wurde Husinec von der amerikanischen Armee befreit. Seit dem 12. April 2007 ist Husinec eine Stadt.

## Sehenswürdigkeiten
- Geburtshaus des Reformators Jan Hus (Kulturdenkmal Tschechiens)
- Geburtshaus und Atelier des Künstlers Josef Krejza
- Kirche der Erhebung des Hl. Kreuzes
- Kirche des Hl. Cyrill und Method
- Denkmäler des Hl. Nepomuk und Jan Hus

Sehenswürdigkeiten
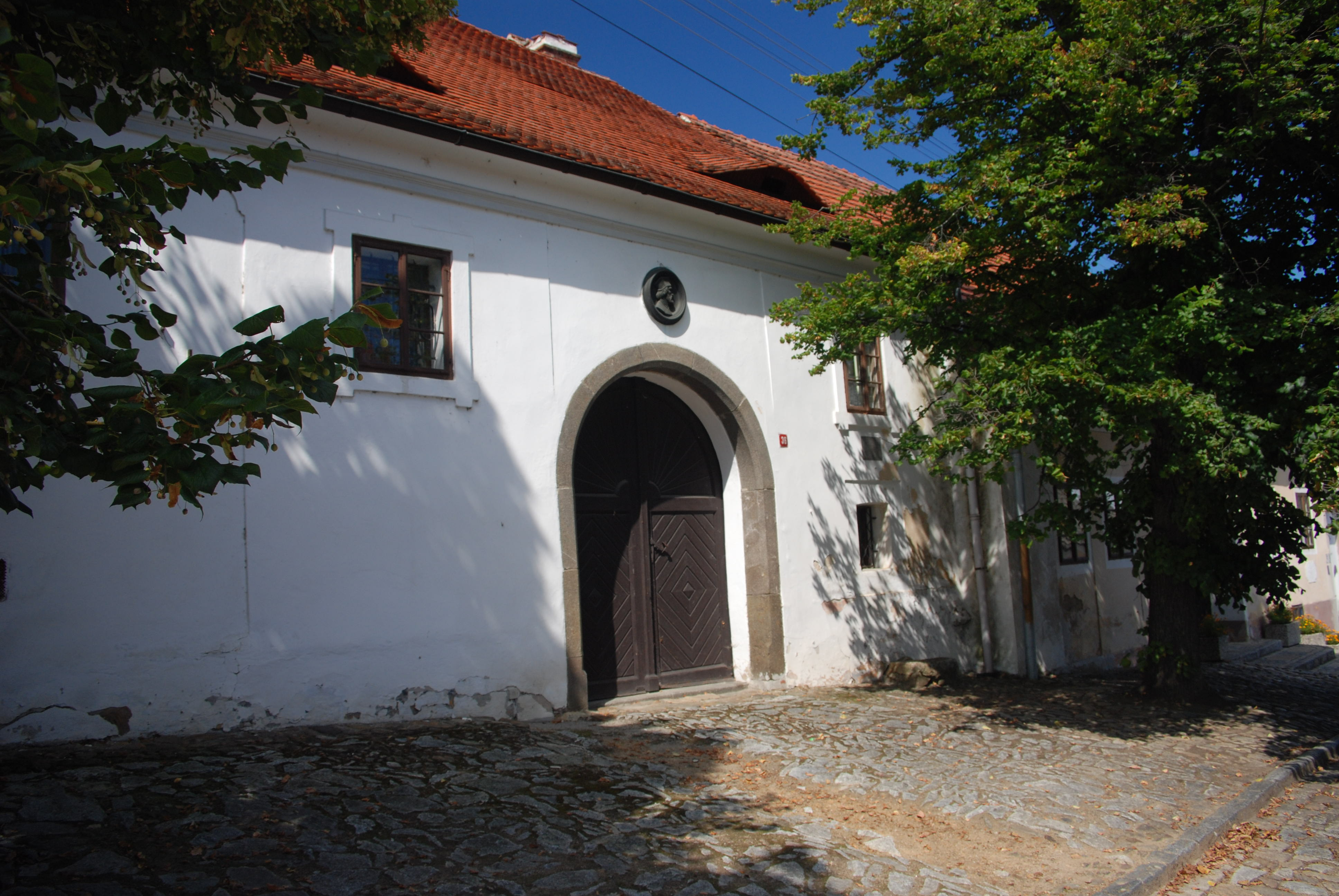
Haus, in dem Jan Hus lebte
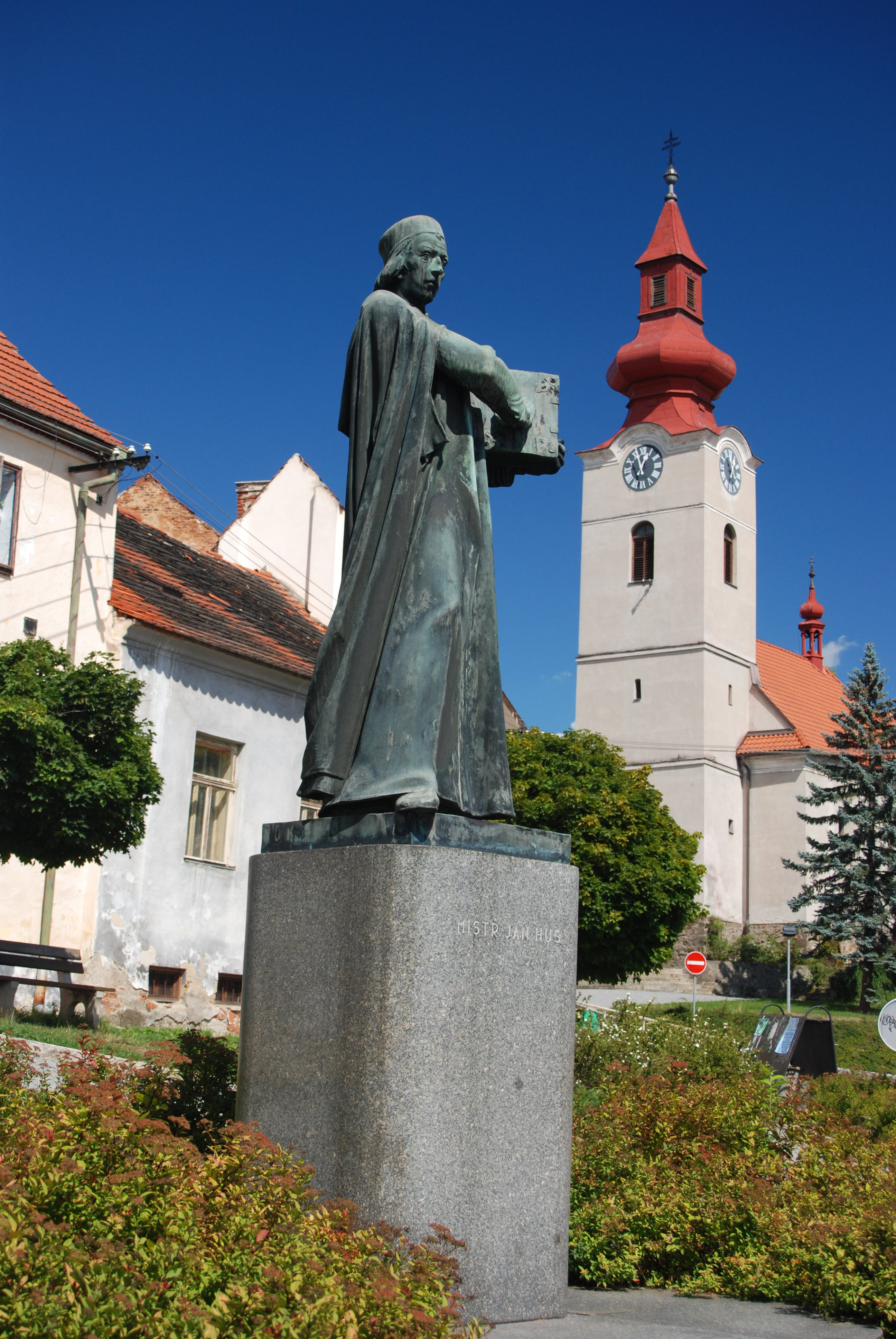
Jan-Hus-Denkmal
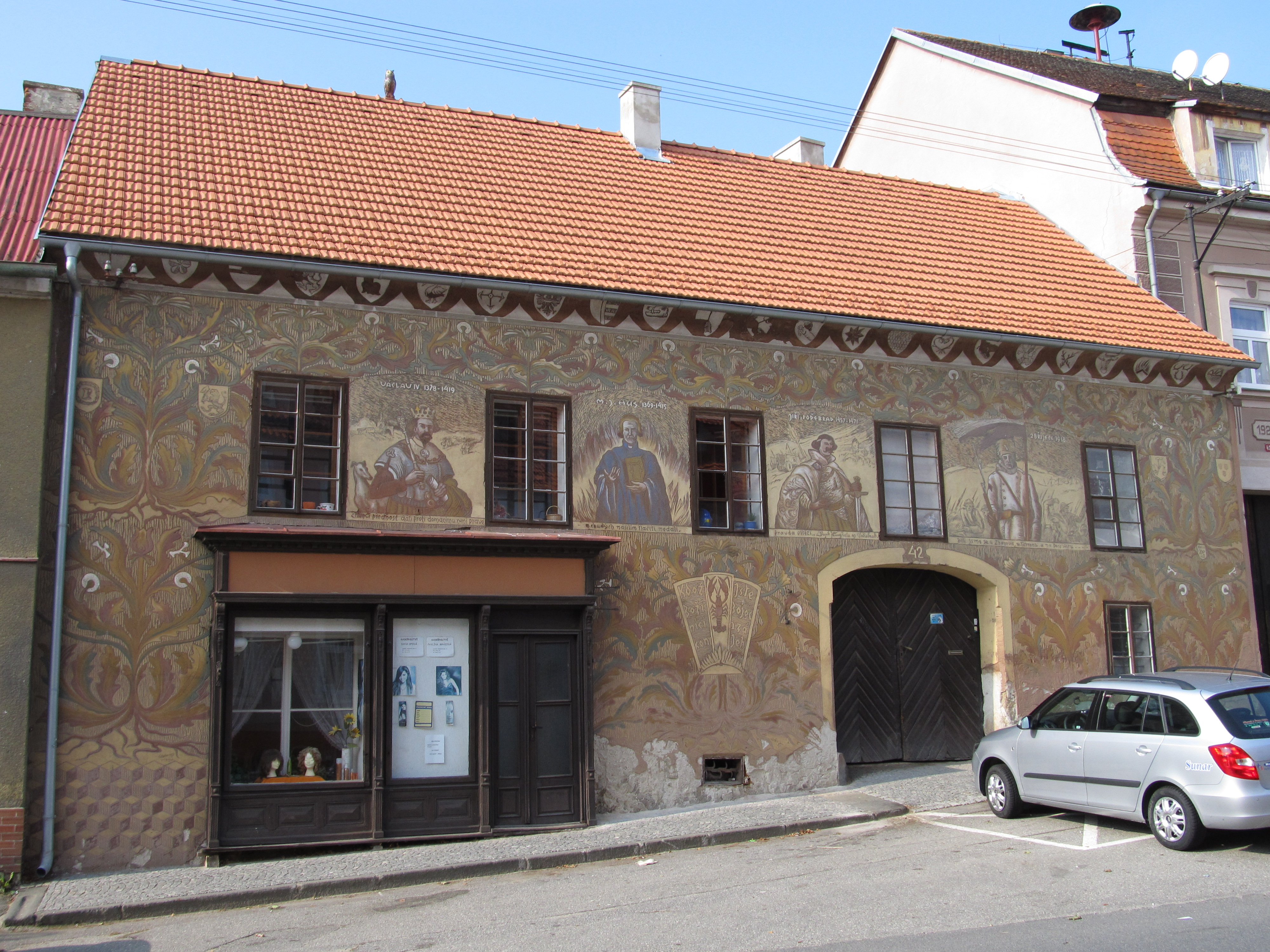
Haus des Künstlers Josef Krejza

## Söhne und Töchter der Stadt
- Jan Hus (* zwischen 1364 und 1376; † 1415), Reformator
- Cyril Chramosta (* 6. März 1908; † 3. Dezember 1990), Maler
- Josef Krejsa (* 14. März 1896; † 21. April 1941), Bildender Künstler
- Václav Hraba (* 17. Mai 1938), Graphiker
- Václav Kuneš (* 10. November 1949), Bildender Künstler